# Plebeia frontalis
Plebeia frontalis är en biart som först beskrevs av Heinrich Friese 1911.  Plebeia frontalis ingår i släktet Plebeia, och familjen långtungebin. Inga underarter finns listade.

## Beskrivning
Ett relativt litet bi med ljus bakkropp, mörk mellankropp och mörkt huvud med vita markeringar i ansiktet.

## Ekologi
Släktet Plebeia tillhör de gaddlösa bina, ett tribus (Meliponini) av sociala bin som saknar fungerande gadd. De har dock kraftiga käkar, och kan bitas ordentligt. Boet byggs fritt, men arbetarna skyddar det aggressivt.
Arten besöker blommande växter från bland annat familjen kransblommiga växter och släktet Psychotria i måreväxternas familj. Biet har stor ekonomisk betydelse, bland annat i Mexiko, som avocadopollinatör.

## Utbredning
Utbredningsområdet omfattar Mexiko, Guatemala, Nicaragua, Colombia, Costa Rica och Panama.